# Micromyrtus rubricalyx
Micromyrtus rubricalyx är en myrtenväxtart som beskrevs av Barbara Lynette Rye. Micromyrtus rubricalyx ingår i släktet Micromyrtus och familjen myrtenväxter. Inga underarter finns listade i Catalogue of Life.